# Alfredo Biagini

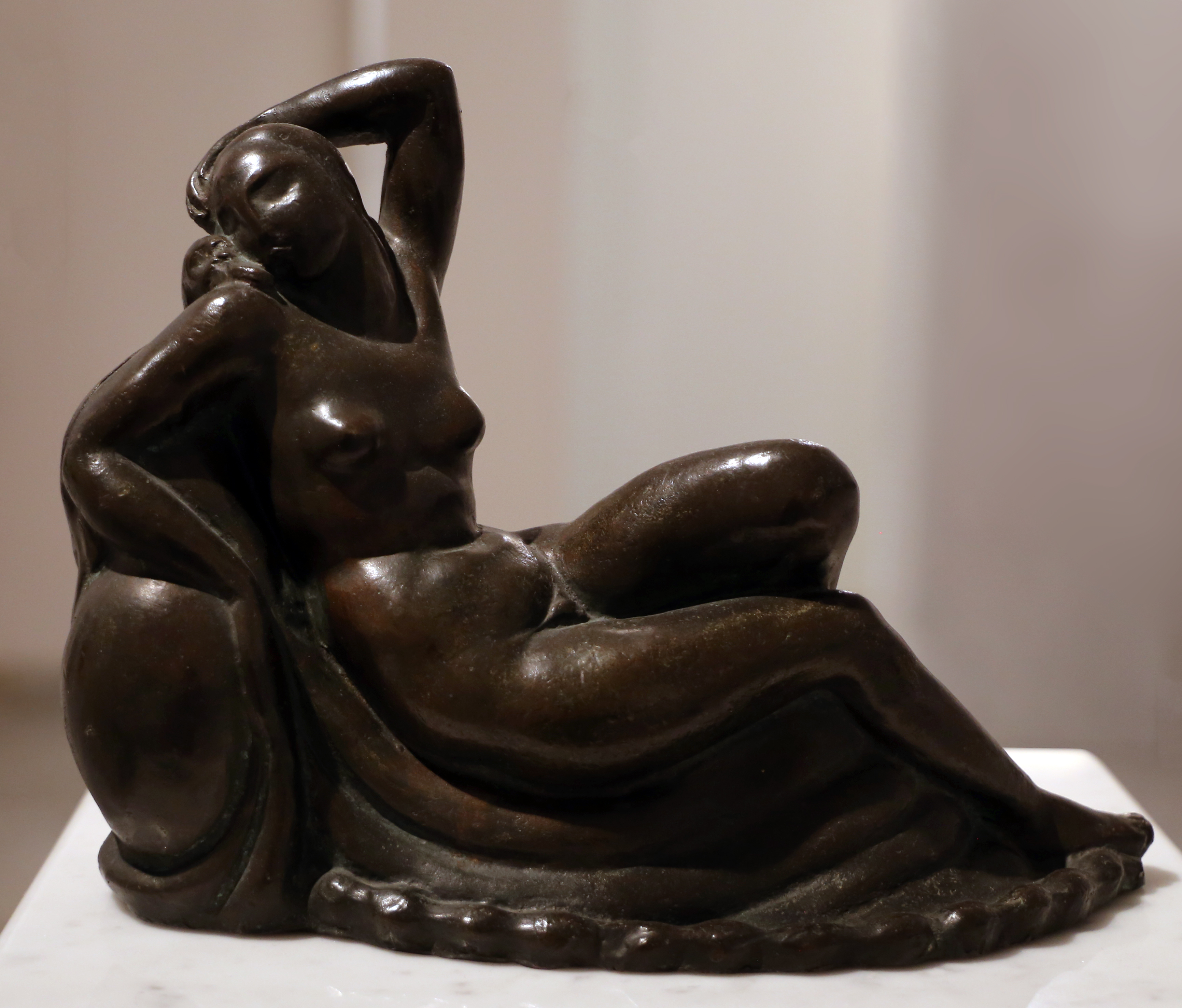
Leda, Galleria comunale d'arte (Cagliari)

Alfredo Biagini (Roma, 20 febbraio 1886 – Roma, 14 luglio 1952) è stato uno scultore, ceramista e decoratore d'interni italiano.

## Biografia
Alfredo Biagini è conosciuto in particolar modo per le sue opere animalier. Negli ultimi anni della vita vinse il concorso per la decorazione della porta bronzea della Basilica di San Pietro in Vaticano che, per la morte prematura, non ha potuto eseguire.
Nato da una famiglia di orafi, nel 1905 si iscrisse all'Accademia di belle arti di Roma frequentando i corsi di architettura e scultura, che abbandonò nel 1909 per recarsi a Parigi, dove seguì corsi di anatomia; negli anni successivi fece la spola fra le due città, fermandosi per lunghi periodi in Francia.
Nel 1912 partecipò, a Roma, al II concorso nazionale per il pensionato artistico di decorazione, indetto dal ministero della Pubblica Istruzione con due bassorilievi in gesso ispirati al tema delle "feste primaverili", di stile classicheggiante vicino alle opere di Giovanni Prini, che vennero premiati.

### Periodo di Villa Strohl-Fern[2]
Durante il primo conflitto mondiale si stabilì a villa Strohl-Fern a Roma dove da tempo lavoravano artisti di gusto secessionista; da questi Biagini acquisì un'essenzialità costruttiva nelle figure, derivatagli anche dagli interrotti studi di architettura, e una attenzione alla linea decorativa che caratterizzò tutta la produzione successiva. Nel 1915 espose ad una mostra collettiva a villa Strohl-Fern una scultura raffigurante una Fanciulla dormiente, che attirò l'interesse della critica, e una serie di piccole figure di animali esotici a decorazione delle sale per l'esposizione dei progetti architettonici. 
Per lungo tempo si dedicò al tema animalier, raffigurando soprattutto felini e quadrumani che interpretava, al di là dell'obiettività naturalistica dei soggetti, con caratterizzazioni fisionomiche e mimiche: elementi derivatigli dallo studio della anatomia comparata e dagli studi dal vero nei giardini zoologici.
Sempre a villa Strohl-Fern espose nel 1916 la notissima scultura in marmo venato l'Amadriade, poi riproposta in numerose versioni in ceramica e altri materiali. La fama di Biagini quale animalista si consolidò nel giugno 1918 alla mostra nella Casina del Pincio, organizzata da Marcello Piacentini, in cui rappresentava, insieme ad Attilio Selva, la "nuova scultura romana".
Il sodalizio con Piacentini risale al 1915 in occasione dei lavori di decorazione dei cinema teatro Corso in piazza di S. Lorenzo in Lucina a Roma, terminati nel 1917. All'interno dell'architettura di Piacentini, che sollevava non poche polemiche, Biagini in collaborazione con Arturo Dazzi, realizzò dei bassorilievi in stucco con temi tratti dalla mitologia classica (Ninfe, Pan) resi attraverso uno stile dichiaratamente secessionista. 
Nella sua attività decorativa affrontò imprese anche più impegnative; sono di questi anni due gruppi in marmo, nei quali la simbologia di matrice secessionista è ancora molto evidente: il gruppo di Zara custodita da quattro leoni per il Vittoriano dei Sacconi e il monumentale gruppo equestre La coppa, posto all'ingresso dell'ippodromo delle Capannelle a Roma.
Nei medesimi anni Biagini si dedicò alla riscoperta della scultura ritrattistica tardo-rinascimentale e manierista, ma modificata da reminiscenze floreali come nella Testa di bambina del 1918. 

### Gli anni trenta
Nel terzo decennio eseguí numerose opere di toreutica con rami sbalzati di gusto dichiaratamente Déco, in sintonia con realizzazioni coeve di Renato Brozzi e Attilio Selva, alcuni dei quali vennero esposti alla Fiorentina primaverile (1922) insieme a quattro bronzi, alcune opere in gesso e a disegni. 
Il suo successo anche nel campo della ceramica è attestato dalla partecipazione alla Mostra internazionale d'arte a Ginevra del 1920-21 (sezione italiana). Con C. E. Oppo e Gino Severini fu nel comitato organizzativo per la XIV Biennale di Venezia (1924), mentre nel 1926 si dedicò alla produzione di disegni per la rivista "900" di Massimo Bontempelli. Nel 1927 Marcello Piacentini lo chiamò alla realizzazione dell'apparato plastico del cinema-bar-ristorante Quirinetta, in cui rivisitava con modi e iconografie etruscoromane gli amati temi degli animali esotici e del mito classico impiegando vari materiali: terracotta, bronzo, argento, stucco e mosaici (dell'intera decorazione non resta traccia).
La partecipazione a mostre nazionali e internazionali caratterizzò l'attività dell'artista in questi anni: fu presente alle Biennali veneziane del 1924 (XIV), 1926 (XV), 1928 (XVI), 1930 (XVII) 1932 (XVIII) e alle Quadriennali romane; nel 1926 espose alla I Mostra di "Novecento" a Milano, palazzo della Permanente, nel 1928 presentò al Salon d'autonine a Parigi una Scimmia in marmo. Con l'opera Giuditta vinse il primo premio all'Esposizione internazionale di Barcellona del 1928, mentre nel 1929 al Salon des Tuileries a Parigi presentò alcune sculture animalistiche. Nel 1928 l'artista eseguì bassorilievi in terracotta, raffiguranti Allegoria della giustizia, Giudizio di Paride e Male, da porre nel Palazzo di giustizia di Messina di Marcello Piacentini, accanto a un gigantesco bronzo di Arturo Dazzi.
Gli anni 1930-1931 lo videro attivo su due fronti: la monumentale Via Crucis nella chiesa di Cristo Re a Roma, progettata da Piacentini e in cui lavorarono anche Achille Funi e Arturo Martini (1933), e la decorazione a stucco del cinema teatro Barberini nella quale confermò il suo ruolo di inventivo decoratore pur nella rievocazione della plastica di gusto classico (la Faunessa, la Bagnante e Venere; anche questo ciclo è perduto).
Contemporaneamente realizzava per l'Hotel Ambasciatori di via Veneto, dove lavorava anche il pittore Guido Cadorin, degli sbalzi in rame che, per il riferimento all'esotismo e agli andamenti parossistici di alcuni passi di danza, si legano a un momentaneo ma significativo rapporto con il Déco.
Nel 1931, al concorso internazionale per le porte bronzee del duomo di Orvieto, presentò alcune formelle in linea con le posizioni di Arturo Martini per l'accentuato arcaismo. Nel 1935 partecipò, con un grande bronzo raffigurante una Giovane donna sdraiata, all'Esposizione d'arte italiana a Parigi. Negli anni 1936-1939 ricevette commissioni per grandi cicli plastici di tendenza celebrativa del fascismo italiano: prima a Milano, con altri cinquanta artisti, per il gigantesco apparato decorativo del Palazzo di giustizia di Marcello Piacentini, poi nel 1939-1940, a Roma, dove realizzava per la fronte del palazzo dell'Istituto nazionale fascista di previdenza sociale (eretto da Vittorio Ballio Morpurgo, nel 1938) un fregio ad altorilievo lungo 41 metri, alto 1,40, costituito da trentasei figure, suddivise in ventidue metope. Queste, ispirate al tema delle Georgiche e alla simbologia del lavoro, ripropongono modelli classici e rinascimentali, con costanti riferimenti ad Arturo Martini. 
Negli stessi anni, divenne amico di Giorgio De Chirico, con il quale espose nel 1945 alla galleria San Silvestro; mentre fra il 1945 e il 1951 eseguì in bronzo le stazioni V, VI e VII della Via Crucis, nella chiesa di S. Eugenio a Roma.

### L'arte religiosa e l'amicizia con De Chirico
Negli ultimi anni della vita Alfredo Biagini si dedicò all'arte religiosa, con l'esecuzione delle statue di San Girolamo e San Giovanni e con alcuni fregi plastici per la chiesa del Gesù a Roma e la partecipazione al concorso per la porta bronzea della basilica di S. Pietro in Vaticano che vinse insieme a Giacomo Manzù. Biagini non vide realizzata l'opera, poiché morì a Roma il 14 luglio 1952.
Ai Musei Vaticani, nella Collezione d'arte religiosa moderna si conserva il Bozzetto per la porte di San Pietro, bronzo del 1949.
Nel 1954 l'amico Giorgio De Chirico organizzò la sua prima mostra retrospettiva, presentando anche opere della moglie Wanda Biagini Coen, pittrice. 
Alla VII Quadriennale romana (1955-1956) furono presentate tre sue opere: Pantera nera, in bronzo; La luna, in pietra; Cercopiteco, in bronzo.